# Ghiacciaio Herbertson
Il ghiacciaio Herbertson è un piccolo ghiacciaio alpino lungo circa 3 km situato all'estremità nord-orientale della dorsale Royal Society, nella regione centro-occidentale della Dipendenza di Ross, in Antartide. Il ghiacciaio, il cui punto più alto si trova a circa 800 m s.l.m., fluisce verso nord lungo il versante settentrionale del picco Stewart fino a entrare nella baia New Harbor.

## Storia
Il ghiacciaio Herbertson è stato così battezzato dai membri della spedizione Terra Nova, condotta dal 1910 al 1913 e comandata dal capitano Robert Falcon Scott, probabilmente in onore di A. J. Herbertson, un geografo inglese dell'Università di Oxford.